# Liste des pays du monde

Planisphère selon The World Factbook de la CIA en 2015.

Cette page recense les pays du monde, quel que soit leur statut : reconnus par l'Organisation des Nations unies, par un ou plusieurs autres pays, ou auto-proclamés.
Dans la suite de l'article, les termes « pays » et « État » sont utilisés comme des synonymes. Cet article ne concerne pas les nations, comme l'Angleterre ; ni les États fédérés, comme les États américains, les Länder ou les cantons suisses.

## Pays listés
De nombreuses publications donnent une liste des pays du monde, mais n'utilisent pas toutes les mêmes critères pour inclure ou non un pays. Un critère courant est la reconnaissance du pays par la communauté internationale,, notamment sa reconnaissance par l'Organisation des Nations unies, qui compte 193 États membres et reconnaît quatre autres États non membres, dont deux avec le statut d'« observateur permanent » : le Vatican (observateur permanent depuis 1964), l'État de Palestine (observateur permanent depuis 2012), les Îles Cook et Niue (ces deux derniers sont des territoires insulaires en libre association avec la Nouvelle-Zélande).
Six pays sont reconnus par au moins un État membre de l'ONU sans être reconnus par cette dernière : le Kosovo, la République arabe sahraouie démocratique (Sahara occidental), Taïwan (ou République de Chine), l'Abkhazie, l'Ossétie du Sud-Alanie et la république turque de Chypre du Nord.
En outre, la république moldave du Dniestr (Transnistrie) n'est reconnue que par deux États non-membres : l'Ossétie du Sud-Alanie et la république d'Abkhazie. Un territoire indépendant de facto depuis 1990 n'est également reconnu par aucun pays : la république du Somaliland.
L'émirat islamique d'Afghanistan — bien qu'il ne soit reconnu par aucun État depuis la seconde prise de Kaboul par les talibans en 2021 — est de facto considéré par la communauté internationale comme le gouvernement officiel de l'Afghanistan.
Lorsque Taïwan est inclus dans une liste, c'est souvent accompagné d'un avertissement sur le caractère non officiel de la liste ou sur le fait que Taïwan n'est pas reconnu. En effet, le statut de Taïwan est particulier, du fait que la république populaire de Chine (RPC) exige la reconnaissance du principe d'une seule Chine de la part des pays qui veulent avoir des rapports diplomatiques avec elle.

### États dont la souveraineté est contestée

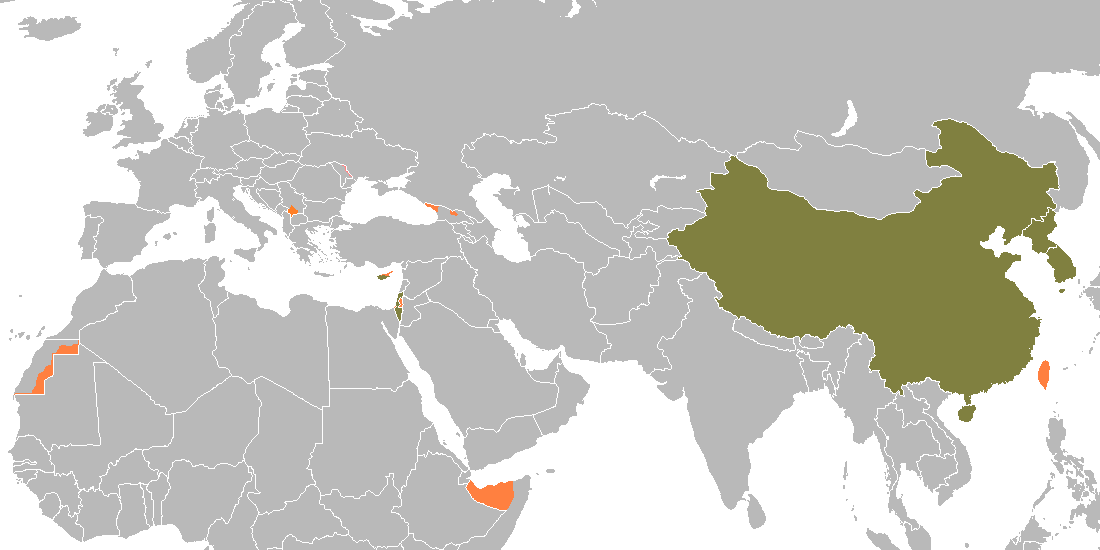
États membres de l'ONU, non reconnus par au moins un autre État.
États non-membres de l'ONU reconnus par au moins un membre.
États reconnus uniquement par des États non-membres de l'ONU.
États reconnus par aucun autre État.

N'apparaissent ici que des États répondant aux critères de la convention de Montevideo de 1933 sur les droits et les devoirs des États.

#### États reconnus par l'ONU mais non reconnus par au moins un État
- La république d'Arménie, indépendante depuis 1991, n'est pas reconnue par la république islamique du Pakistan, État membre de l'ONU[7].
- La république populaire de Chine (RPC), proclamée en 1949, n'est pas reconnue par la république de Chine (RDC), État non membre de l'ONU[8].
- Chypre, indépendante depuis 1960, n'est pas reconnue par un membre de l'ONU (république de Turquie) et un État non-membre (république turque de Chypre du Nord), à la suite de la partition de l'île en 1974[9],[10],[11].
- L'État d'Israël, indépendant depuis 1948, n'est pas reconnu par 21 États membres de l'ONU (voir cette carte et le conflit israélo-arabe). L'Organisation de libération de la Palestine (OLP) reconnaît l'existence de l'État d'Israël, tout en réclamant la souveraineté sur des territoires sous son contrôle[12],[13],[14],[15],[16].
- L’État de Palestine, non membre de l’ONU mais reconnu par l’ONU depuis 2012, n’est pas reconnu par un peu moins d’une cinquantaine d’États membres.
- La république populaire démocratique de Corée (Corée du Nord), indépendante depuis 1948, n'est pas reconnue par plusieurs membres de l'ONU : les États-Unis, le Japon, la France, l'Estonie, ainsi que la république de Corée (Corée du Sud)[17],[18],[19].
- La république de Corée, indépendante depuis 1948, n'est réciproquement pas reconnue par la république populaire démocratique de Corée (RPDC), membre de l'ONU[20],[21].

#### États non reconnus par l'ONU mais reconnus par au moins un membre de l'ONU
- Le Kosovo a proclamé unilatéralement son indépendance le 17 février 2008, qui est reconnue par 103 États (+ république de Chine (Taïwan)) au 29 juin 2013. Celle-ci est contestée entre autres par la Serbie, la Russie, la république populaire de Chine ainsi que cinq États membres de l'Union européenne.
- La République arabe sahraouie démocratique reconnue par 48 États en 2012[22], contrôle environ 20 % du Sahara occidental.
- La république de Chine (souvent appelée Taïwan) bénéficie d'une indépendance de facto mais n'est pas reconnue par la république populaire de Chine et la plupart des États de la communauté internationale qui ont peu à peu reconnu la « politique d'une seule Chine » voulue par la république populaire de Chine. Elle entretient des relations diplomatiques officielles avec 12 États.
- La république d'Abkhazie est reconnue par la Russie, le Nicaragua, le Venezuela[23] et Nauru[24].
- L'Ossétie du Sud-Alanie est reconnue par la Russie[25], le Nicaragua[26], le Venezuela[23] et Nauru[24].
- La république turque de Chypre du Nord a fait sécession de la république de Chypre depuis le 15 novembre 1983, mais n'est reconnue que par la Turquie qui y maintient une force militaire[27].

#### États reconnus par aucun État membre de l'ONU mais reconnus par au moins un État reconnu par un État membre de l’ONU
- La république moldave du Dniestr (Transnistrie), qui a fait sécession de la Moldavie en 1991 à la suite de l'effondrement de l'Union soviétique, est reconnue par deux États non membres de l'ONU : la république d'Abkhazie et l'Ossétie du Sud-Alanie[28].

#### Autres États indépendants de fait
Ces territoires sont indépendants de facto mais ils ne sont reconnus indépendants ni par l’ONU, ni par aucun État membre de l’ONU, ni par aucun État reconnu par un État membre de l’ONU : la souveraineté sur les territoires contrôlés n’est reconnue que par eux-mêmes la plupart du temps ou par d’autres territoires dans la même configuration. Ils échappent largement au contrôle du pays qui exerce officiellement sa souveraineté et disposent d'une autonomie de fait avec leurs propres institutions et symboles.
- Diverses régions de la Somalie ne sont quasiment que sous le contrôle d’entités locales :
  - qui souhaitent leur indépendance : comme le Somaliland[29] ;
  - qui se sont déclarées autonomes dans le but de réintégrer la république fédérale de Somalie quand un pouvoir central se sera réorganisé : comme l’Awdalland, le Khatumo, le Pount, le Galmudug, l’Himan-et-Heeb, l’Azanie (dans la région du Jubaland)[30] ;
  - qui souhaitent élargir leur influence le plus largement sans restriction territoriale : comme le groupe Al-Shabbaab qui contrôle de larges régions dans le sud de la Somalie[31].
- Une république de rebelles séparatistes prétendent former la république de Logone en République centrafricaine[32].

## Toponymie: noms de forme courte et longue
La plupart des pays ont deux noms : un nom de « forme courte » et un de « forme longue ».
La forme courte est le nom usuel, par exemple : « Belgique ». Elle est utilisée dans la vie courante, l'enseignement et la cartographie.
La forme longue donne généralement une indication sur la forme de gouvernement de l'État, par exemple « le royaume de Belgique ». Elle est utilisée dans les actes officiels des États : constitution, législation, traités, procès-verbaux, actes notariés etc. Elle est également utilisée dans les publications et discours formels. Il se peut que la forme longue repose uniquement sur des fondements historiques. C'est le cas de la Suisse qui conserve le nom officiel de « Confédération suisse » bien qu'elle ait abandonné le statut de confédération en 1848 pour devenir un État fédéral. Il arrive également qu'un nom de forme longue soit davantage usité que la forme courte dans la langue courante. Cela a notamment été le cas de la République tchèque, dont le nom sous forme courte, Tchéquie, est resté longtemps peu utilisé.
Quelques pays n'ont qu'une seule forme de nom, soit courte comme la Roumanie, soit longue comme la République dominicaine.

## Liste des pays

### Liste principale
En 2023, cette liste comprend les 197 États reconnus par l’Organisation des Nations unies : ses 193 États membres ; ses deux États observateurs permanents : le Vatican, représenté par le Saint-Siège, et l’État de Palestine ; deux États ni membres ni observateurs permanents mais membres à part entière de plusieurs agences spécialisées de l’ONU : les Îles Cook et Niue.
Pour les abréviations utilisées dans la liste suivante, consulter la section correspondante.

#### A
| Drapeau | Forme courte                                                                              | Forme longue |
| ------- | ----------------------------------------------------------------------------------------- | --- |
|         | l’Afghanistan (m.) (CELF[Quoi ?], CNT, L, OIT, ONU, PR, SQ, SS, U, UE) l’Afghānistān (PR) | l’Émirat islamique d'Afghanistan l’Afghanistan (L) |
|         | l’Afrique du Sud (f.)                                                                     | la République d'Afrique du Sud (CNT, L, PRm, SS, U, UE) la République sud-africaine (OIT, ONU, SQ)                                                                                           |
|         | l’Albanie (f.)                                                                            | la République d'Albanie (PRm) |
|         | l’Algérie (f.)                                                                            | la République algérienne démocratique et populaire (OIT, ONU, PR, SQ, SS, U, UE) la République algérienne démocratique populaire (CNT) la République démocratique et populaire d'Algérie (L) |
|         | l’Allemagne (f.)                                                                          | la République fédérale d'Allemagne |
|         | l’Andorre (f.) principauté d'Andorre (L)                                                  | la Principauté d'Andorre (Lm, PRm) |
|         | l’Angola (m.)                                                                             | la République d'Angola (PRm) |
|         | Antigua-et-Barbuda (f.)                                                                   | |
|         | l’Arabie saoudite (f.)                                                                    | le Royaume d'Arabie saoudite (Lm, PRm) |
|         | l’Argentine (f.)                                                                          | la République argentine (CNT, L, OIT, ONU, PR, SS, SQ, U, UE) les Provinces-Unies du Río de la Plata la Confédération argentine la Nation argentine                                          |
|         | l’Arménie (f.)                                                                            | la République d'Arménie (PRm) |
|         | l’Australie (f.)                                                                          | le Commonwealth d'Australie (CNT, U, UE) le Commonwealth of Australia (PR) l’Australie (L, OIT, ONU, SQ, SS)                                                                                 |
|         | l’Autriche (f.)                                                                           | la République d'Autriche (PRm) |
|         | l’Azerbaïdjan (m.)                                                                        | la République d'Azerbaïdjan la République azerbaïdjanaise (PR) |

#### B
| Drapeau | Forme courte                                                                                | Forme longue |
| ------- | ------------------------------------------------------------------------------------------- | --- |
|         | les Bahamas (f.)                                                                            | le Commonwealth des Bahamas |
|         | Bahreïn (m.)                                                                                | le Royaume de Bahreïn (Lm) |
|         | le Bangladesh                                                                               | la République populaire du Bangladesh |
|         | la Barbade                                                                                  | |
|         | la Belgique                                                                                 | le Royaume de Belgique (Lm) |
|         | le Belize (CNT, L, OIT, ONU, PR, SS, SQ, U, UE) le Bélize (CELF, CNT, PR)                   | |
|         | le Bénin                                                                                    | la République du Bénin (PRm) |
|         | le Bhoutan (CELF, CNT, L, OIT, ONU, PR, SS, SQ, U, UE) le Bhūtān (PR)                       | le Royaume du Bhoutan (CELF, CNT, L, OIT, ONU, PR, SS, SQ, UE) Druk Yul (PR) |
|         | le Bélarus (OIT, ONU, SQ, SS) la Biélorussie (CELF, CNT, L, PR, U, UE)                      | la République du Bélarus (OIT, ONU, SQ, SS) la République de Biélorussie (CELF, CNT, L, PRm, U, UE) Bélarus (U)                                                                               |
|         | la Birmanie (CELF, CNT, L, PR, U) le Myanmar (OIT, ONU, SQ, SS) le Myanmar/la Birmanie (UE) | l’Union de Birmanie (PR, U) La République de l'Union de Birmanie (CELF, CNT) la République de l'Union du Myanmar (L, OIT, ONU, SQ, SS) le Myanmar (PR, U) le Myanmar/la Birmanie (UE)         |
|         | la Bolivie (CNT, L, PR, SS, U, UE) Bolivie (État plurinational de) (ONU, OIT, SQ)           | l’État plurinational de Bolivie (CNT, ONU, OIT, L, PR, SQ, U, UE) l’État Plurinational de Bolivie (SS)                                                                                        |
|         | la Bosnie-Herzégovine la Bosnie et Herzégovine (SS)                                         | la Bosnie-Herzégovine (CNT, OIT, ONU, SQ, U, UE) la Bosnie et Herzégovine (SS) Bosnie-et-Herzégovine (L) la république de Bosnie-Herzégovine (PR) la république de Bosnie et Herzégovine (PR) |
|         | le Botswana                                                                                 | la République du Botswana (PRm) |
|         | le Brésil                                                                                   | la République fédérative du Brésil |
|         | le Brunei (CNT, UE, PR) Brunei (L, U) le Brunéi Darussalam (OIT, ONU, SQ, SS)               | le Brunéi Darussalam (OIT, ONU, SQ) le Brunei Darussalam (CNT, UE) l’État de Brunei Darussalam (L) l’État de Brunéi Darussalam (SS) le Negara Brunei Darussalam (PR, U)                       |
|         | la Bulgarie                                                                                 | la République de Bulgarie (PRm) |
|         | le Burkina (CELF, CNT, ONU, L, UE) le Burkina Faso (L, OIT, PR, SQ, SS, U)                  | le Burkina Faso la République du Burkina (L) |
|         | le Burundi                                                                                  | la République du Burundi (PRm) |

#### C
| Drapeau | Forme courte | Forme longue |
| ------- | --- | --- |
|         | le Cambodge | le Royaume du Cambodge (Lm, PRm)                                                                                                 |
|         | le Cameroun | la République du Cameroun (PRm)                                                                                                  |
|         | le Canada | le Canada (CNT, L, OIT, ONU, PR, SS, SQ, U, UE) le Dominion du Canada,                                                           |
|         | le Cap-Vert (CELF, CNT, PR, UE, U) les îles du Cap-Vert (L) Cabo Verde (OIT, ONU, SQ, SS)                                         | la République du Cap-Vert (CELF, CNT, L, PRm, UE) la République de Cabo Verde (OIT, ONU, SQ, U) la République du Cabo Verde (SS) |
|         | la République centrafricaine (L, OIT, ONU, PR, SS, SQ, U, UE) la Centrafrique (CELF, CNT, L, PR)                                  | la République centrafricaine (CELF, CNT, L, OIT, ONU, PR, SS, SQ, U, UE) la Centrafrique (L, PR)                                 |
|         | le Chili | la République du Chili (PRm) |
|         | la Chine | la République populaire de Chine                                                                                                 |
|         | Chypre (f.) | la République de Chypre (PRm) |
|         | la Colombie | la République de Colombie (PRm)                                                                                                  |
|         | les Comores (f.) | l’Union des Comores |
|         | le Congo (BTB, CELF, CNT, L, OIT, ONU, OQLF, SQ, UE) le Congo (Brazzaville) (SS) la République du Congo (Up)                      | la République du Congo (PRm) |
|         | la République démocratique du Congo (CNTp, L, OIT, ONU, SQ, Up, UE) le Congo (PR) le Congo-Kinshasa (PR) le Congo (Kinshasa) (SS) | la République démocratique du Congo (PRm)                                                                                        |
|         | les Îles Cook (f.) (Lm) | |
|         | la Corée du Nord (CNT, L, PR, U, UE) la République populaire démocratique de Corée (L, OIT, ONU, SQ) la Corée (Nord) (SS)         | la République populaire démocratique de Corée                                                                                    |
|         | la Corée du Sud (CNT, L, PR, U, UE) la République de Corée (L, OIT, ONU, SQ) la Corée (Sud) (SS)                                  | la République de Corée (PRm) |
|         | le Costa Rica | la République du Costa Rica (PRm)                                                                                                |
|         | la Côte d'Ivoire | la République de Côte d'Ivoire (PRm)                                                                                             |
|         | la Croatie | la République de Croatie (PRm)                                                                                                   |
|         | Cuba (f.) | la République de Cuba (PRm) |

#### D
| Drapeau | Forme courte                                | Forme longue |
| ------- | ------------------------------------------- | --- |
|         | le Danemark                                 | le Royaume du Danemark (CELF, CNT, Lm, OQLF, OIT, ONU, PRm, SQ, U) le Royaume de Danemark (SS, UE)                               |
|         | Djibouti (m.) la République de Djibouti (L) | la République de Djibouti (PRm)                                                                                                  |
|         | la République dominicaine (CNTp, Up)        | la République dominicaine |
|         | la Dominique La Dominique (L)               | le Commonwealth de Dominique (CNT, L, ONU, SQ, U, UE) le Commonwealth de la Dominique (OIT, SS) le Commonwealth of Dominica (PR) |

#### E
| Drapeau | Forme courte                                                                                         | Forme longue |
| ------- | --- | --- |
|         | l’Égypte (f.)                                                                                        | la République arabe d'Égypte |
|         | les Émirats arabes unis (m.) la fédération des Émirats arabes unis (PR)                              | |
|         | l’Équateur (m.)                                                                                      | la République de l'Équateur (L, OIT, ONU, SQ, SS, U, UE) la République d'Équateur (CNT, PR)                                                                    |
|         | l’Érythrée (f.)                                                                                      | l’État d'Érythrée (CNT, L, SQ, SS, U, UE) l’Érythrée (OIT, ONU) la république d'Érythrée (PR)                                                                  |
|         | l’Espagne (f.)                                                                                       | le Royaume d'Espagne (Lm, PRm) |
|         | l’Estonie (f.)                                                                                       | la République d'Estonie (PRm) |
|         | l’Eswatini (m.) (CELF, OIT, ONU, OQLF, SS, U, UE) le Swaziland (BTB, CNT, L, PR, SQ) Ngwane (PR)     | le Royaume d’Eswatini (OIT, ONU, SS, U, UE) le Royaume du Swaziland (CNT, Lm, PR, SQ)                                                                          |
|         | les États-Unis (m.) (BTB, CELF, CNT, L, OIT, SS, U, UE) les États-Unis d'Amérique (BTB, ONU, PR, SQ) | les États-Unis d'Amérique |
|         | l’Éthiopie (f.)                                                                                      | la République démocratique fédérale d'Éthiopie (CNT, L, U, UE) la République fédérale démocratique d'Éthiopie (OIT, ONU, SQ, SS) la république d'Éthiopie (PR) |

#### F
| Drapeau | Forme courte                                                                                  | Forme longue                                                                                       |
| ------- | --------------------------------------------------------------------------------------------- | -------------------------------------------------------------------------------------------------- |
|         | les Fidji (f.) (CELF, CNT, OIT, ONU, SQ, SS, U, UE) les îles Fidji (L, PR) les îles Fiji (PR) | la République des Fidji (CELF, CNT, L, PRm, SQ, SS, U, UE) la République des Îles Fidji (OIT, ONU) |
|         | la Finlande                                                                                   | la République de Finlande (PRm)                                                                    |
|         | la France                                                                                     | la République française                                                                            |

#### G
| Drapeau | Forme courte                                                                            | Forme longue |
| ------- | --------------------------------------------------------------------------------------- | --- |
|         | le Gabon                                                                                | la République gabonaise |
|         | la Gambie                                                                               | la République de Gambie (PRm) |
|         | la Géorgie                                                                              | la Géorgie la République de Géorgie (L)                                                                                                 |
|         | le Ghana                                                                                | la République du Ghana (PRm) |
|         | la Grèce                                                                                | la République hellénique |
|         | la Grenade                                                                              | la Grenade La Grenade (PR) |
|         | le Guatemala (CNT, L, OIT, ONU, PR, SQ, SS, U, UE) le Guatémala (CELF, CNT, PR)         | la République du Guatemala (CNT, L, OIT, ONU, SQ, SS, U, UE) la République du Guatémala (CELF, CNT, PR)                                 |
|         | la Guinée                                                                               | la République de Guinée (PRm) |
|         | la Guinée-Bissau (CNT, L, OIT, ONU, PR, SQ, SS, U, UE) la Guinée-Bissao (CELF, CNT, PR) | la République de Guinée-Bissau (CNT, L, OIT, ONU, SQ, SS, U, UE) la République de Guinée-Bissao (CELF, CNT, PR)                         |
|         | la Guinée équatoriale la Guinée-Équatoriale (PR)                                        | la République de Guinée équatoriale la république de Guinée-Équatoriale (PR)                                                            |
|         | le Guyana                                                                               | la République coopérative du Guyana (CNT, ONU, PR, SS, U, UE) la République coopérative de Guyana (L) la République du Guyana (OIT, SQ) |

#### H
| Drapeau | Forme courte     | Forme longue                    |
| ------- | ---------------- | ------------------------------- |
|         | Haïti (m.)       | la République d'Haïti (PRm)     |
|         | le Honduras      | la République du Honduras (PRm) |
|         | la Hongrie (OIT) |                                 |

#### I
| Drapeau | Forme courte                                                                      | Forme longue                                                                                               |
| ------- | --------------------------------------------------------------------------------- | --- |
|         | l’Inde (f.)                                                                       | la République de l'Inde                                                                                    |
|         | l’Indonésie (f.)                                                                  | la République d'Indonésie (PRm)                                                                            |
|         | l’Irak (m.) (CELF, CNT, L, PR, SS, U) l’Iraq (L, OIT, ONU, PR, SQ, UE)            | la République d'Irak (CELF, CNT, PRm, SS, U) la République d'Iraq (L, OIT, ONU, SQ, UE)                    |
|         | l’Iran (m.) (CNT, L, PR, SS, U, UE) Iran (République islamique d') (OIT, ONU, SQ) | la République islamique d'Iran                                                                             |
|         | l’Irlande (f.)                                                                    | l’Irlande (CELF, CNT, L, OIT, ONU, SQ, SS, U, UE) la république d'Irlande (PR) l’État libre d'Irlande (PR) |
|         | l’Islande (f.)                                                                    | la République d'Islande (L, OIT, ONU, PRm, SQ, SS, U) l’Islande (CELF, CNT, UE)                            |
|         | Israël (m.)                                                                       | l’État d'Israël                                                                                            |
|         | l’Italie (f.)                                                                     | la République italienne                                                                                    |

#### J
| Drapeau | Forme courte | Forme longue                                                         |
| ------- | ------------ | -------------------------------------------------------------------- |
|         | la Jamaïque  |                                                                      |
|         | le Japon     | le Japon (CELF, CNT, L, OIT, ONU, PR, SS, SQ, U, UE) l’État du Japon |
|         | la Jordanie  | le Royaume hachémite de Jordanie (Lm)                                |

#### K
| Drapeau | Forme courte                                                                                              | Forme longue                                                                                       |
| ------- | --- | -------------------------------------------------------------------------------------------------- |
|         | le Kazakhstan (CNT, L, OIT, ONU, PR, SQ, SS, U, UE) le Kazakstan (L)                                      | la République du Kazakhstan (PRm)                                                                  |
|         | le Kenya le Kénya (CELF)                                                                                  | la République du Kenya (PRm) la République du Kénya (CELF)                                         |
|         | la Kirghizie (CELF, CNT, PR) le Kirghizistan (L, OIT, ONU, PR, SQ, SS) le Kirghizstan (CNT, L, PR, U, UE) | la République kirghize                                                                             |
|         | Kiribati (f.) (L, OIT, ONU, SQ, SS, UE) les Kiribati (CELF, CNT, PR)                                      | la République de Kiribati (L, OIT, ONU, SQ, SS, UE) la République des Kiribati (CELF, CNT, PRm, U) |
|         | le Koweït (CELF, CNT, L, OIT, ONU, PR, SQ, SS, U, UE) le Kuwait (PR)                                      | l’État du Koweït                                                                                   |

#### L
| Drapeau | Forme courte                                                                                  | Forme longue |
| ------- | --------------------------------------------------------------------------------------------- | --- |
|         | le Laos (CELF, CNT, L, PR, SS, U, UE) la République démocratique populaire lao (OIT, ONU, SQ) | la République démocratique populaire lao                                                                                        |
|         | le Lesotho le Lésotho (CELF)                                                                  | le Royaume du Lesotho (Lm, PRm) le Royaume du Lésotho (CELF)                                                                    |
|         | la Lettonie                                                                                   | la République de Lettonie |
|         | le Liban                                                                                      | la République libanaise |
|         | le Libéria (CELF, CNT, OIT, ONU, PR, SQ, SS) le Liberia (CNT, L, PR, U, UE)                   | la République du Libéria (CELF, CNT, OIT, ONU, PR, SQ, SS) la République du Liberia (CNT, L, U, UE)                             |
|         | la Libye (CNT, U, UE) Libye (OIT, ONU)                                                        | l’État de Libye (CNT, ONU, UE, SS) Libye (OIT, SQ, U) la Grande République arabe libyenne populaire et socialiste (L)           |
|         | le Liechtenstein                                                                              | la Principauté du Liechtenstein (CNT, Lm, ONU, PRm, SQ) la Principauté de Liechtenstein (OIT, SS, U, UE)                        |
|         | la Lituanie                                                                                   | la République de Lituanie (PRm)                                                                                                 |
|         | le Luxembourg                                                                                 | le Grand-Duché de Luxembourg (CNT, ONU, SQ, SS, U, UE) le Grand-duché de Luxembourg (L, PRm) le Grand-Duché du Luxembourg (OIT) |

#### M
| Drapeau | Forme courte                                                                                                  | Forme longue |
| ------- | --- | --- |
|         | la Macédoine du Nord (CNT, ONU, OIT, U, UE, SS)                                                               | la République de Macédoine du Nord (CNT, ONU, OIT, U, UE, SS)                                                                                  |
|         | Madagascar (f.)                                                                                               | la République de Madagascar |
|         | la Malaisie (CELF) la Fédération de Malaisie (PR)                                                             | la Malaisie (CELF, CNT, OIT, ONU, SQ, SS, U, UE) la Fédération de Malaisie (L, PR)                                                             |
|         | le Malawi | la République du Malawi (PRm) |
|         | les Maldives (f.) les îles Maldives (L)                                                                       | la République des Maldives (PRm) |
|         | le Mali | la République du Mali (PRm) |
|         | Malte (f.) | la République de Malte (PRm) |
|         | le Maroc | le Royaume du Maroc (Lm, PRm) |
|         | les Marshall (f.) (CELF, CNT) les Îles Marshall (Lm, OITm, ONU, PRm, SQ, SS, Up, UE) l’archipel Marshall (PR) | la République des Îles Marshall (CELF, CNT, ONU, SQ, SS, U, UE) la République des îles Marshall (L, OIT, PR)                                   |
|         | Maurice (f.)                                                                                                  | la République de Maurice (PRm) |
|         | la Mauritanie                                                                                                 | la République islamique de Mauritanie |
|         | le Mexique | les États unis mexicains (CNT) les États-Unis mexicains (SS, UE) les États-Unis du Mexique (L, OIT, ONU, SQ, U) Les États-Unis du Mexique (PR) |
|         | la Micronésie (CELF, CNT, OIT, PR, SS, U, UE) les États fédérés de Micronésie (L, ONUm, SQp)                  | les États fédérés de Micronésie (CELF) |
|         | la Moldavie (CELF, CNT, L, PR, U, UE) République de Moldova (OIT, ONU, SQ) la Moldova (SS)                    | la République de Moldavie (CELF, CNT, L, PRm, U, UE) la République de Moldova (OIT, ONU, SQ, SS)                                               |
|         | Monaco (m.) la principauté de Monaco (PR)                                                                     | la Principauté de Monaco (Lm, PRm) |
|         | la Mongolie                                                                                                   | |
|         | le Monténégro                                                                                                 | le Monténégro (CELF) la République du Monténégro (OIT, U)                                                                                      |
|         | le Mozambique                                                                                                 | la République du Mozambique (PRm) |

#### N
| Drapeau          | Forme courte                                                                           | Forme longue |
| ---------------- | -------------------------------------------------------------------------------------- | --- |
|                  | la Namibie                                                                             | la République de Namibie (PRm) |
|                  | Nauru (f.)                                                                             | la République de Nauru (PRm) |
| Drapeau du Népal | le Népal                                                                               | la République démocratique fédérale du Népal (CNT, L, U, UE) la République fédérale démocratique du Népal (OIT, ONU, SQ, SS) la république du Népal (PR) |
|                  | le Nicaragua                                                                           | la République du Nicaragua (CELF) le Nicaragua (PR) |
|                  | le Niger                                                                               | la République du Niger (PRm) |
|                  | le Nigéria (BTB, CELF, CNT, OIT, ONU, OQLF, PR, SQ, SS) le Nigeria (CNT, L, PR, U, UE) | la République fédérale du Nigéria (CELF, CNT, OIT, ONU, PR, SQ, SS) la République fédérale du Nigeria (CNT, L, U, UE)                                    |
|                  | Niue (f.) (CNT, L, SQ, UE) Nioué (OIT, SS) Savage (L)                                  | la République de Nioué (OIT) |
|                  | la Norvège                                                                             | le Royaume de Norvège (Lm, PRm) |
|                  | la Nouvelle-Zélande                                                                    | |

#### O
| Drapeau | Forme courte           | Forme longue                                                                                    |
| ------- | ---------------------- | ----------------------------------------------------------------------------------------------- |
|         | Oman (m.) l’Oman (OIT) | le Sultanat d'Oman (Lm, PRm)                                                                    |
|         | l’Ouganda (m.)         | la République d'Ouganda (CELF, CNT, PR, UE) la République de l'Ouganda (L, OIT, ONU, SQ, SS, U) |
|         | l’Ouzbékistan (m.)     | la République d'Ouzbékistan (PRm)                                                               |

#### P
| Drapeau | Forme courte                                                                                              | Forme longue |
| ------- | --- | --- |
|         | le Pakistan (CELF, CNT, L, OIT, ONU, PR, SQ, SS, UE) le Pākistān (PR)                                     | la République islamique du Pakistan (CELF) |
|         | les Palaos (f.) (CELF, CNT, L, ONU, PR, UE) Palaos (OIT, SQ, SS, U) Palau (m.) (L, PR) Belau (m.) (L, PR) | la République des Palaos (CELF) |
|         | la Palestine                                                                                              | l’État de Palestine l'Autorité palestinienne (U) le territoire palestinien occupé (OIT) le territoire relevant de l'Autorité palestinienne (OIT)                             |
|         | le Panama (CELF, CNT, OIT, ONU, SQ, SS, UE) le Panamá (L, PR, U)                                          | la République du Panama (CELF, CNT, OIT, ONU, SQ, SS, UE) la République du Panamá (L, U) la république de Panamá (PR)                                                        |
|         | la Papouasie-Nouvelle-Guinée (CELF) la Papouasie - Nouvelle-Guinée (UE)                                   | la Papouasie-Nouvelle-Guinée (L, OIT, PR, SS, U) l’État indépendant de Papouasie-Nouvelle-Guinée (CELF, CNT, ONU, SQ) l’État indépendant de Papouasie - Nouvelle-Guinée (UE) |
|         | le Paraguay                                                                                               | , |
|         | les Pays-Bas (m.)                                                                                         | le Royaume des Pays-Bas (CELF, CNT, OIT, ONU, PRm, SQ, SS, U, UE) les Pays-Bas (L)                                                                                           |
|         | le Pérou                                                                                                  | la République du Pérou (PRm) |
|         | les Philippines (f.)                                                                                      | la République des Philippines (PRm) |
|         | la Pologne                                                                                                | la République de Pologne (PRm) |
|         | le Portugal                                                                                               | la République portugaise |

#### Q
| Drapeau | Forme courte                                                       | Forme longue           |
| ------- | ------------------------------------------------------------------ | ---------------------- |
|         | le Qatar (CELF, CNT, L, OIT, ONU, PR, SQ, SS, U, UE) le Katar (PR) | l’État du Qatar (CELF) |

#### R
| Drapeau | Forme courte | Forme longue                                                                           |
| ------- | --- | -------------------------------------------------------------------------------------- |
|         | la Roumanie |                                                                                        |
|         | le Royaume-Uni (CELF, CNT, OIT, SS, U, UE) la Grande-Bretagne (L, PR) le Royaume-Uni de Grande-Bretagne et d'Irlande du Nord (ONU, SQ) | le Royaume-Uni de Grande-Bretagne et d'Irlande du Nord (CELF, ONUm)                    |
|         | la Russie (CELF, CNT, L, PR, SS, U, UE) la Fédération de Russie (OIT, ONU, SQ)                                                         | la Fédération de Russie (CELF, PRm)                                                    |
|         | le Rwanda | la République rwandaise (L, OIT, U) la République du Rwanda (CNT, ONU, PR, SQ, SS, UE) |

#### S
| Drapeau                  | Forme courte | Forme longue |
| ------------------------ | --- | --- |
|                          | Saint-Christophe-et-Niévès (m.) (CELF, CNT, UE) Saint-Kitts-et-Nevis (L, OIT, ONU, PR, SQ, SS, U) Saint Christopher and Nevis (PR) | la Fédération de Saint-Christophe-et-Niévès (CELF, CNT, PR, UE) la Fédération de Saint-Kitts-et-Nevis (L, SS, U) Saint-Kitts-et-Nevis (OIT, ONU, SQ) |
|                          | Sainte-Lucie (f.) | |
|                          | Saint-Marin (m.) | la République de Saint-Marin (PRm) |
|                          | Saint-Vincent-et-les Grenadines (m.) (OIT, ONU, SQ, SS) Saint-Vincent-et-les-Grenadines (CELF, CNT, L, PR, UE)                     | |
|                          | les Îles Salomon (f.) (Lm, OITm, ONU, PRm, SQ, SS, UE) les Salomon (CELF, CNT)                                                     | les Îles Salomon (CELF, Lm, OITm, PRm) |
|                          | le Salvador (CELF, CNT, L, PR) El Salvador (OIT, ONU, SQ, SS) l’El Salvador (UE)                                                   | la République du Salvador (CELF, CNT, L, PRm) la République d'El Salvador (OIT, SQ, SS, UE)                                                          |
|                          | les Samoa (f.) (CELF, CNT, PR) le Samoa (OIT, ONU, SS, UE) Samoa (L)                                                               | l’État indépendant des Samoa (CELF, CNT, PR) l’État indépendant du Samoa (OIT, ONU, SQ, SS, UE) Samoa (L)                                            |
|                          | Sao Tomé-et-Principe (f.) (CELF, CNT, OIT, ONU, PR, SQ, SS, UE) São Tomé et Príncipe (L) São Tomé e Príncipe (PR)                  | la République démocratique de Sao Tomé-et-Principe (CELF) la République démocratique de São Tomé et Príncipe (L)                                     |
|                          | le Sénégal | la République du Sénégal (PRm) |
|                          | la Serbie | la République de Serbie (CELF, CNT, OIT, ONU, SQ, SS, UE) la Serbie (L, PR)                                                                          |
|                          | les Seychelles (f.) | la République des Seychelles (PRm) |
|                          | la Sierra Leone | la République de Sierra Leone (PRm) |
|                          | Singapour (f.) | la République de Singapour (PRm) |
|                          | la Slovaquie | la République slovaque |
|                          | la Slovénie | la République de Slovénie (PRm) |
|                          | la Somalie | la Somalie (L, PR) la République somalie (OIT) la République fédérale de Somalie (CELF, CNT, ONU, SQ, SS, UE)                                        |
|                          | le Soudan | la République du Soudan (PRm) |
| Drapeau du Soudan du Sud | le Soudan du Sud | la République du Soudan du Sud (PRm) |
|                          | Sri Lanka (m.) (OIT, ONU, PR, UE) le Sri Lanka (CELF, L, CNT)                                                                      | la République socialiste démocratique de Sri Lanka (CNT, OIT, ONU, PR, SQ, SS, UE) la République démocratique socialiste du Sri Lanka (CELF, L)      |
|                          | la Suède | le Royaume de Suède (Lm, PRm) |
|                          | la Suisse | la Confédération suisse |
|                          | le Suriname (CELF, CNT, L, OIT, ONU, PR, SQ, SS, UE) le Surinam (L, PR)                                                            | la République du Suriname (CELF, PRm) |
|                          | la Syrie (CNT, L, PR, SS, UE) la République arabe syrienne (OIT, ONU, SQ)                                                          | la République arabe syrienne |

#### T
| Drapeau | Forme courte | Forme longue |
| ------- | --- | --- |
|         | le Tadjikistan (CELF)                                                                                              | la République du Tadjikistan (CELF) la République de Tadjikistan (OIT) |
|         | la Tanzanie (CELF, CNT, L, PR, SQ, SS, UE) la République-Unie de Tanzanie (OIT, ONU, SQ)                           | la République unie de Tanzanie (CELF, CNT, L, PR, UE) la République-Unie de Tanzanie (OIT, ONU, SQ, SS)                                                                        |
|         | le Tchad | la République du Tchad (PRm) |
|         | la Tchéquie (CELF, CNT, OIT, ONU, SQ, SS, UE) la République tchèque (BTB, L, OQLF, PR, U)                          | la République tchèque |
|         | la Thaïlande | le Royaume de Thaïlande (PRm) |
|         | le Timor oriental (CELF, CNT, L, PR) le Timor-Oriental (UE) le Timor-Leste (OIT, ONU, SQ, SS)                      | la République démocratique du Timor oriental (CELF, CNT, L, PR) la République démocratique du Timor-Oriental (UE) la République démocratique du Timor-Leste (OIT, ONU, SQ, SS) |
|         | le Togo | la République togolaise |
|         | les Tonga (f.) (CELF)                                                                                              | le Royaume des Tonga (CELF) |
|         | Trinité-et-Tobago (f.) (BTB, L, OQLF, PR, U, UE) la Trinité-et-Tobago (CELF, CNT, OIT, ONU) Trinidad et Tobago (U) | la République de Trinité-et-Tobago |
|         | la Tunisie | la République tunisienne la République de Tunisie (L) |
|         | le Turkménistan (CNT, L, OIT, ONU, PR, SQ, SS, UE) la Turkménie (PR)                                               | le Turkménistan la république du Turkménistan (PR) |
|         | la Turquie (CELF)                                                                                                  | la République de Turquie (CELF, CNT, L, SS, UE, U) la République turque (OIT, ONU, PR, SQ)                                                                                     |
|         | les Tuvalu (f.) (CELF, CNT, ONU, PR, UE) Tuvalu (m.) (L, OIT)                                                      | les Tuvalu (CELF, CNT, ONU, UE) Les Tuvalu (PR) Tuvalu (L, OIT) |

#### U
| Drapeau | Forme courte   | Forme longue                         |
| ------- | -------------- | ------------------------------------ |
|         | l’Ukraine (f.) |                                      |
|         | l’Uruguay (m.) | la République orientale de l'Uruguay |

#### V
| Drapeau | Forme courte | Forme longue |
| ------- | --- | --- |
|         | le Vanuatu (CELF, CNT, ONU, PR, UE) Vanuatu (L, OIT)                                                                     | la République du Vanuatu (CELF, CNT, PR, SQ, UE) la République de Vanuatu (L, OIT, ONU, SS)                                                                             |
|         | le Vatican (CNT) le Saint-Siège (CNT, OIT, ONU, UE) l’État de la Cité du Vatican (L, PR, SQ, UE) la Cité du Vatican (SS) | le Saint-Siège (ONU, UE) l’État de la Cité du Vatican (CNT, L, OIT, PR, SQ, SS, UE)                                                                                     |
|         | le Venezuela (CNT, L, PR, SQ, SS, UE) le Vénézuéla (CELF, CNT, PR) Venezuela (République bolivarienne du) (OIT, ONU, SQ) | la République bolivarienne du Venezuela (CNT, L, ONU, SQ, SS, UE) la République bolivarienne du Vénézuéla (CELF, CNT, PR) la République bolivarienne de Venezuela (OIT) |
|         | le Viêt Nam (CNT, L, UE) le Viet Nam (OIT, ONU, SQ) le Vietnam (CELF, CNT, PR, SS, U) le Viêtnam (L, PR)                 | la République socialiste du Viêt Nam (CNT, L, PR, UE, U) la République socialiste du Viet Nam (OIT, ONU, SQ) la République socialiste du Vietnam (CELF, CNT, PR, SS)    |

#### Y
| Drapeau | Forme courte | Forme longue                 |
| ------- | ------------ | ---------------------------- |
|         | le Yémen     | la République du Yémen (PRm) |

#### Z
| Drapeau | Forme courte                   | Forme longue                                                   |
| ------- | ------------------------------ | -------------------------------------------------------------- |
|         | la Zambie                      | la République de Zambie (PRm)                                  |
|         | le Zimbabwe le Zimbabwé (CELF) | la République du Zimbabwe la République du Zimbabwé (CELF, PR) |

### Dépendances et territoires à souveraineté spéciale
Les dépendances et territoires à souveraineté spéciale sont des dépendances, possessions, territoires autonomes, collectivités et territoires d'outre-mer non souverains, y compris les Îles Cook et Niue reconnus comme États non membres par l'ONU.
Certaines de ces dépendances, comme Gibraltar et la Nouvelle-Calédonie, sont sur la liste officielle des territoires à décoloniser selon l'ONU. Cette liste est elle-même contestée.

### Territoires contestés
Cette section est fondée sur l'entrée Entities de la page Notes and Definitions du CIA World Factbook. Apparaissent ici les territoires sur lesquels la communauté internationale ne reconnaît la souveraineté d'aucun État indépendant (pour une liste de territoires contestés entre plusieurs pays, mais sur lesquels la souveraineté de l'un ou l'autre est généralement reconnue, voir la liste des territoires contestés ou occupés).
- L'Antarctique, régi internationalement par le traité de l'Antarctique. Sept États (France, Norvège, Australie, Nouvelle-Zélande, Royaume-Uni, Argentine et Chili) ont toutefois des prétentions territoriales, se recoupant dans le cas des trois derniers, sur différentes portions du territoire, le secteur de la Terre Marie Byrd étant le seul non revendiqué.
- Les îles Paracels et les îles Spratleys, revendiquées par la Chine, Taïwan et le Viêt Nam ;
- Le Sahara occidental, contrôlé à 80 % par le Maroc (qui le considère comme une de ses provinces) et à 20 % par la République arabe sahraouie démocratique (qui le considère comme son territoire national).

## Évolution du nombre d'États dans le monde

### Avant 1914

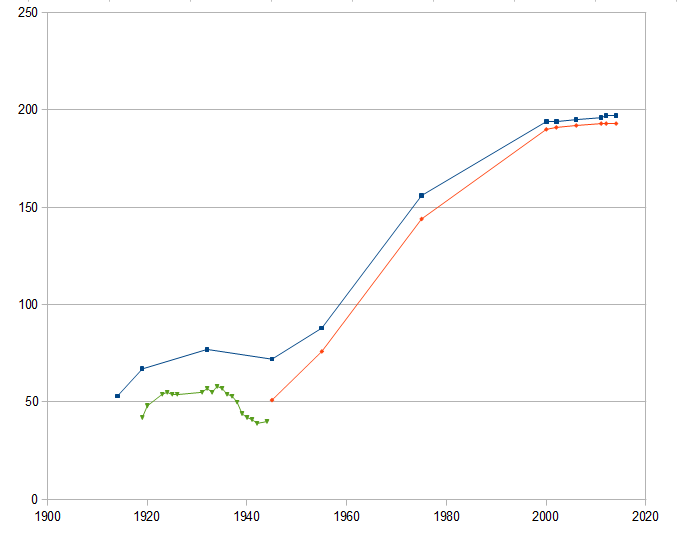
Nombre de pays, au 31 décembre de chaque année.
États reconnus (par l'ONU à partir de 1945).
Membres de l'ONU
Membres de la SdN.

Le nombre d'États souverains en Europe, qui s'élevait à plus de trois cents en 1789, était encore d'une soixantaine en 1815, au lendemain du congrès de Vienne. Après l'unification de l’Italie et de l’Allemagne, ce nombre était tombé à 19 en 1871 (20 avec la Turquie, qui contrôlait encore la majeure partie de la péninsule des Balkans). Il passa à 22 en 1878, lorsque le congrès de Berlin reconnut l'indépendance de la Roumanie, de la Serbie et du Monténégro. Après l'accession à l'indépendance de la Norvège (1905), de la Bulgarie (1908) et de l’Albanie (1912), l'Europe comptait 25 États indépendants en 1914, non compris le Saint-Siège et le territoire neutre de Moresnet.
En Amérique, le nombre d’États s’élevait à 11 en 1825, à l'issue des guerres d'indépendance. Il connut ensuite quelques fluctuations avant de se stabiliser à 19 en 1865. Après l’accession à l’indépendance de Cuba (1902) et du Panama (1903), il était passé à 21 en 1914, compte non tenu des deux dominions du Canada (1867) et de Terre-Neuve (1907).
En Asie occidentale, la péninsule arabique était occupée par une multitude de tribus et de principautés, dont la plupart étaient plus ou moins vassales du Royaume-Uni ou de la Turquie. En Asie centrale, la Russie avait conquis les derniers khanats indépendants entre 1865 et 1876. L’empire britannique des Indes, qui englobait la Birmanie depuis 1886 et le Baloutchistan depuis 1887, exerçait de fait son emprise sur l’Afghanistan, le Népal et le Bhoutan. En Indochine, la France avait établi sa domination sur l'Annam (actuel Viêt Nam), le Cambodge et le Laos entre 1858 et 1893, tandis que les États malais étaient passés sous protectorat britannique entre 1874 et 1909. La « pacification » des Indes néerlandaises s’était achevée entre 1903 et 1908 avec l’annexion des derniers royaumes indépendants d’Aceh et de Bali. Enfin, après l’annexion de la Corée par le Japon en 1910, l’Asie ne comptait plus que cinq États officiellement indépendants : la Chine, le Japon, la Perse, le Siam et la Turquie. Plusieurs de ces pays étaient néanmoins sous protectorat de fait. En outre, la Mongolie le Tibet déclarèrent leur indépendance en 1911 et 1913, respectivement.
Cette section ne fournit pas de nomenclature de tous les royaumes existant en Afrique avant la pénétration européenne et leur nombre n’est donc pas encore documenté ici même. En revanche, après l’établissement du protectorat franco-espagnol sur le Maroc en 1912, le continent africain ne comptait plus que deux États souverains : l’empire d'Éthiopie et le Liberia. Il convient de mentionner le cas particulier de l’État indépendant du Congo, propriété personnelle du roi des Belges de 1885 à 1908, et celui de l’Union sud-africaine, constituée dès 1910 en tant que dominion britannique.
En Océanie, les derniers royaumes de quelque importance (Hawaii, Samoa, Tonga) avaient perdu leur indépendance entre 1889 et 1900. En revanche, l’Australie avait accédé au statut de dominion en 1901, ainsi que la Nouvelle-Zélande en 1907.

### De 1914 à 1945
En 1914, le nombre total d'États généralement reconnus comme indépendants s'élevait donc à 53, non compris les dominions (Australie, Canada, Nouvelle-Zélande, Terre-Neuve, Union sud-africaine), qui ne deviendront pleinement souverains qu'en 1931, et quelques pays au statut mal défini (Asir, Nejd, Yémen, Mongolie, Tibet) ou placés de fait sous protectorat britannique (Afghanistan, Mascate et Oman, Népal, Sarawak).
Ces 53 États se répartissaient comme suit :
- 2 en Afrique : Éthiopie, Liberia ;
- 21 en Amérique : Argentine, Bolivie, Brésil, Chili, Colombie, Costa Rica, Cuba, Équateur, États-Unis, Guatemala, Haïti, Honduras, Mexique, Nicaragua, Panama, Paraguay, Pérou, République dominicaine, Salvador, Uruguay, Venezuela ;
- 5 en Asie : Chine, Japon, Perse, Siam, Turquie ;
- 25 en Europe : Albanie, Allemagne, Andorre, Autriche-Hongrie, Belgique, Bulgarie, Danemark, Espagne, France, Grèce, Italie, Liechtenstein, Luxembourg, Monaco, Monténégro, Norvège, Pays-Bas, Portugal, Roumanie, Royaume-Uni, Russie, Saint-Marin, Serbie, Suède, Suisse.

En 1932, le nombre d'États était passé à 76 :
- 4 en Afrique (non compris la zone internationale de Tanger) : Égypte, Éthiopie, Liberia, Union sud-africaine ;
- 23 en Amérique : Argentine, Bolivie, Brésil, Canada, Chili, Colombie, Costa Rica, Cuba, Équateur, États-Unis, Guatémala, Haïti, Honduras, Mexique, Nicaragua, Panama, Paraguay, Pérou, République dominicaine, Salvador, Terre-Neuve, Uruguay, Vénézuéla ;
- 12 en Asie (non compris le Mandchoukouo et le Tibet, non reconnus internationalement) : Afghanistan, Arabie saoudite, Chine, Irak, Japon, Mongolie, Népal, Perse, Siam, Tannou-Touva, Turquie, Yémen ;
- 35 en Europe (non compris le territoire de la Sarre) : Albanie, Allemagne, Andorre, Autriche, Belgique, Bulgarie, Danemark, Dantzig, Espagne, Estonie, Finlande, France, Grèce, Hongrie, Irlande, Islande, Italie, Lettonie, Liechtenstein, Lituanie, Luxembourg, Monaco, Norvège, Pays-Bas, Pologne, Portugal, Roumanie, Royaume-Uni, Saint-Marin, Suède, Suisse, Tchécoslovaquie, URSS, Vatican, Yougoslavie ;
- 2 en Océanie : Australie, Nouvelle-Zélande.

Entre 1920 et 1937, 63 États (y compris l'Inde britannique) avaient adhéré à la Société des Nations (SDN), qui fut officiellement dissoute en 1946 pour laisser la place à l'Organisation des Nations unies (ONU).

### Depuis 1945
À la fin de l'année 1945, le nombre d'États officiellement reconnus s'élevait à 72, répartis comme suit :
- 4 en Afrique : Égypte, Éthiopie, Libéria, Union sud-africaine ;
- 22 en Amérique : Argentine, Bolivie, Brésil, Canada, Chili, Colombie, Costa Rica, Cuba, Équateur, États-Unis, Guatémala, Haïti, Honduras, Mexique, Nicaragua, Panama, Paraguay, Pérou, République dominicaine, Salvador, Uruguay, Vénézuéla ;
- 13 en Asie : Afghanistan, Arabie saoudite, Chine, Irak, Iran (Perse), Japon (occupé par les Alliés), Liban, Mongolie, Népal, Syrie, Thaïlande (Siam), Turquie, Yémen ;
- 31 en Europe : Albanie, Allemagne (occupée par les Alliés), Andorre, Autriche (occupée par les Alliés), Belgique, Bulgarie, Danemark, Espagne, Finlande, France, Grèce, Hongrie, Irlande, Islande, Italie, Liechtenstein, Luxembourg, Monaco, Norvège, Pays-Bas, Pologne, Portugal, Roumanie, Royaume-Uni, Saint-Marin, Suède, Suisse, Tchécoslovaquie, URSS, Vatican, Yougoslavie ;
- 2 en Océanie : Australie, Nouvelle-Zélande.

À la même date, le nombre d'États membres des Nations unies s'élevait à 51, y compris la Biélorussie, l'Ukraine, l'Inde et les Philippines qui n'avaient pourtant pas encore accédé juridiquement à l'indépendance.
Par la suite, le nombre d'États indépendants n'a cessé d'augmenter, notamment sous l'effet de la décolonisation et de l'effondrement du bloc soviétique. Il est ainsi passé de 72 en 1945 à 197 en 2012 (date de la reconnaissance de l'État de Palestine comme « État non membre » de l'ONU) :
- 88 en 1955 (5 en Afrique, 22 en Amérique, 27 en Asie, 32 en Europe et 2 en Océanie) dont 76 membres de l'ONU ;
- 156 en 1975 (48 en Afrique, 29 en Amérique, 39 en Asie, 33 en Europe et 7 en Océanie) dont 144 membres de l'ONU ;
- 197 en 2012 (54 en Afrique, 35 en Amérique, 48 en Asie, 44 en Europe et 16 en Océanie) dont 193 membres de l'ONU, qui reconnaît également les îles Cook et Niue, ainsi que l'État de Palestine et le Vatican comme « États non membres ». Les îles Cook et Niue sont des États libres associés à la Nouvelle-Zélande. Le Vatican[note 1] et l'État de Palestine ont quant à eux le statut d'États observateurs à l'ONU.